# Kradibia brownii
Kradibia brownii är en stekelart som beskrevs av William Harris Ashmead 1904. Kradibia brownii ingår i släktet Kradibia och familjen fikonsteklar. Inga underarter finns listade i Catalogue of Life.